# Adel al-Chajat
Adel Assad al-Chajat oder Adel al-Chayat (arabisch عادل أسعد خياط, DMG ʿĀdil Asʿad Ḫaiyāṭ; * 1950 oder 1951 in Sohag) ist ein ägyptischer Politiker. Er war Mitglied der militanten islamistischen Gruppierung al-Dschamāʿa al-islāmiyya (auch Gamaa Islamija genannt) und war im Juni 2013 Gouverneur von Luxor (al-Uqsur).

## Leben

### Karriere
Adel al-Chajat ist Zivilingenieur und Spezialist für Wohn- und Stadtbau. Nach dem tödlichen Attentat auf Anwar as-Sadat im Jahr 1981 saß al-Chajat etwa ein Jahr ohne Anklage in Haft. al-Chajat bekleidete Positionen in verschiedenen Ingenieurverbänden. Im Ministerium für Wohnbau und Stadtentwicklung war er unter anderem als Untersekretär tätig. Nach der Revolution 2011 zählte er zu den Gründungsmitgliedern der Aufbau- und Entwicklungspartei, die als politischer Arm der ehemaligen Terrorgruppe Gamaa Islamija gilt.
Bevor er Gouverneur wurde, arbeitete er als stellvertretender Vorsitzender der Entwicklungsbehörde von Oberägypten.

### Gouverneur
Am 16. Juni 2013 ernannte ihn Präsident Mohammed Mursi zum Nachfolger von Essat Saad als Gouverneur von Luxor. Er begründete den Schritt mit den Fähigkeiten der Gamaa Islamija zur Kriminalitätsbekämpfung. Seine Ernennung löste umfangreiche Proteste aus. Vor allem seine Mitgliedschaft in dieser Terrororganisation, die für den Anschlag auf eine Touristengruppe in Luxor mit 62 Toten verantwortlich war, sorgte für Unmut. Tourismusminister Hischam Sasu reichte am 18. Juni, zwei Tage nach der Ernennung al-Chajats, seinen Rücktritt ein und übergab dabei eine Sammlung von empörten Reaktionen aus dem Ausland an Ministerpräsident Hescham Kandil.
Am 19. Juni versperrten hunderte Gegner al-Chajats den Zugang zum Gouverneursgebäude und warfen mehrere Brandsätze. Als etwa 300 Islamisten erschienen, um die Demonstranten zu vertreiben, schritten Vermittler und Polizei ein. Am 23. Juni wurde gemeldet, dass er sein Amt niedergelegt hat.

## Weblink
- المواطنون: الصفحة الرئيسية - البوابة الرسمية لمحافظة الأقصر. In: Offizielle Seite des Gouverneurs von Luxor. Abgerufen am 20. Juni 2013 (arabisch).